# Plonévez-du-Faou
Plonévez-du-Faou è un comune francese di 2 183 abitanti situato nel dipartimento del Finistère nella regione della Bretagna.

## Società

### Evoluzione demografica
Abitanti censiti